# Calcio agli Island Games 1997
Il torneo di calcio agli Island Games 1997, che si svolsero a Jersey, fu la quinta edizione della competizione. I 20 incontri si svolsero tra il 29 giugno ed il 4 luglio 1997 e videro la vittoria finale del Jersey, che conquistò il secondo titolo.

## Formato
Le nove squadre, suddivise in due gruppi, si affrontarono in un girone all'italiana con gare di sola andata. La classifica di ogni girone stabiliva quali fossero le squadre ad affrontarsi nella seconda fase per decidere le posizioni dall'ottava alla prima.

## Partecipanti
- Anglesey
- Hitra
- Frøya
- Gibilterra
- Groenlandia
- Guernsey
- Isola di Wight
- Isole Shetland
- Jersey

## Competizione

### Fase a gruppi

#### Gruppo 1
| Squadra     | P.ti | G | V | P | S | GF | GS | DR |
| ----------- | ---- | - | - | - | - | -- | -- | -- |
| Jersey      | 12   | 4 | 4 | 0 | 0 | 13 | 4  | +9 |
| Guernsey    | 7    | 4 | 2 | 1 | 1 | 5  | 5  | 0  |
| Gibilterra  | 6    | 4 | 2 | 0 | 2 | 12 | 6  | +6 |
| Frøya       | 3    | 4 | 1 | 0 | 3 | 3  | 12 | +9 |
| Groenlandia | 1    | 4 | 0 | 1 | 3 | 3  | 9  | -6 |

| Arbitro: | M. D. Reed |

|                                          |           |              |
| Craig Morton Nelio de Freitas Adam Greig | Marcatori | Karl Måsöval |

| Arbitro: | Martin J. Bodenham |

|                         |           |               |
| Adrian Exall Paul Nobes | Marcatori | Daison Macedo |

| Arbitro: | Martin J. Bodenham |

|             |           |                            |
| Jan Nielsen | Marcatori | Adam Greig Steve Coutanche |

| Arbitro: | M Pearce |

|  |           |                                  |
|  | Marcatori | Jan Renouf Tony Vance Paul Nobes |

| 1º luglio 1997                                                         | Gibilterra | 4 – 0 | Frøya |  |
| \| \| \| \| \| Keith Laguea Dennis Lopez Aaron Lima \| Marcatori \| \| |            |       |       |  |
|                                                                        |            |       |       |  |
| Keith Laguea Dennis Lopez Aaron Lima                                   | Marcatori  |       |       |  |

| 1º luglio 1997 | Groenlandia | 0 – 0 | Guernsey |  |

| 2 luglio 1997                                                                           | Gibilterra | 5 – 1             | Groenlandia |  |
| \| \| \| \| \| Dennis Lopez Aaron Lima Nathan Bagu \| Marcatori \| Charles Rasmussen \| |            |                   |             |  |
|                                                                                         |            |                   |             |  |
| Dennis Lopez Aaron Lima Nathan Bagu                                                     | Marcatori  | Charles Rasmussen |             |  |

| 2 luglio 1997                                                                            | Jersey    | 4 – 0 | Guernsey |  |
| \| \| \| \| \| Lee Bramley Nelio de Freitas Yozalde Santos Adam Greig \| Marcatori \| \| |           |       |          |  |
|                                                                                          |           |       |          |  |
| Lee Bramley Nelio de Freitas Yozalde Santos Adam Greig                                   | Marcatori |       |          |  |

| Arbitro: | G Willard |

|              |           |             |
| Karl Måsøval | Marcatori | Jan Nielsen |

| 3 luglio 1997                                                                                 | Jersey    | 3 – 2                     | Gibilterra |  |
| \| \| \| \| \| Craig Morton Damon Pih Adam Greig \| Marcatori \| Keith Laguea Dennis Lopez \| |           |                           |            |  |
|                                                                                               |           |                           |            |  |
| Craig Morton Damon Pih Adam Greig                                                             | Marcatori | Keith Laguea Dennis Lopez |            |  |

### Gruppo B
| Squadra        | P.ti | G | V | P | S | GF | GS | DR  |
| -------------- | ---- | - | - | - | - | -- | -- | --- |
| Anglesey       | 7    | 3 | 2 | 1 | 0 | 12 | 0  | +12 |
| Isola di Wight | 5    | 3 | 1 | 2 | 0 | 4  | 0  | +4  |
| Isole Shetland | 4    | 3 | 1 | 1 | 1 | 2  | 5  | -3  |
| Hitra          | 0    | 3 | 0 | 0 | 3 | 1  | 14 | -13 |

| 29 giugno 1997                                                                   | Anglesey  | 8 – 0 | Hitra |  |
| \| \| \| \| \| C. Harrison A. Wagstaff A. Stewart E. Williams \| Marcatori \| \| |           |       |       |  |
|                                                                                  |           |       |       |  |
| C. Harrison A. Wagstaff A. Stewart E. Williams                                   | Marcatori |       |       |  |

| 29 giugno 1997 | Isole Shetland | 0 – 0 | Isola di Wight |  |

| 1º luglio 1997                                                              | Anglesey  | 4 – 0 | Isole Shetland |  |
| \| \| \| \| \| David Evans Eifion Williams Gerallt Jones \| Marcatori \| \| |           |       |                |  |
|                                                                             |           |       |                |  |
| David Evans Eifion Williams Gerallt Jones                                   | Marcatori |       |                |  |

| 1º luglio 1997                                                               | Isola di Wight | 4 – 0 | Hitra |  |
| \| \| \| \| \| Darren Plenty Adam Robinson Martyn Raggett \| Marcatori \| \| |                |       |       |  |
|                                                                              |                |       |       |  |
| Darren Plenty Adam Robinson Martyn Raggett                                   | Marcatori      |       |       |  |

| 3 luglio 1997 | Isola di Wight | 0 – 0 | Anglesey |  |

| 3 luglio 1997                                                       | Isole Shetland | 2 – 1          | Hitra |  |
| \| \| \| \| \| Michael Williamson \| Marcatori \| Marius Fløkvik \| |                |                |       |  |
|                                                                     |                |                |       |  |
| Michael Williamson                                                  | Marcatori      | Marius Fløkvik |       |  |

### Fase finale

#### Finale 7º-8º posto
| Arbitro: | Martin J. Bodenham |

|                                                     |           |                 |
| Tore Furberg Trond Bekken Karl Måsøval Arve Iversen | Marcatori | Bror Blichfeldt |

#### Finale 5º-6º posto
| Arbitro: | M. D. Read |

|               |           |                            |
| Joao da Silva | Marcatori | Robert Adamson George Watt |

#### Finale 3º-4º posto
| Arbitro: | G. Willard |

|                  |           |                                          |
| Stephen Brehault | Marcatori | Adam Bardsell Simon Butler Adam Robinson |

### Finale
| Arbitro: | Steve Dunn |

| |            | |
| Lee Bramley | Marcatori  | |
| · Ryan Lumedsen 2 · Steve Carlyon 1 · Dougie Ross 10 · Andrew Barker 6 · Ian Daly 4 · Martin Forbes 16 · Craig Morton 3 · Damon Pih 15 · Jonathan Kellet 11 · Lee Bramley 17 · Nalio de Freitas 20 · Yozalde Santos 7 · Adam Greig 14 · Steve Coutanche 19 | Formazioni | · 1 Mervyn Williams · 2 Campbell Harrison · 3 Arwyn Hughes · 4 Andrew Wagstaff · 5 Mark Gray · 6 Andrew Stewart · 7 Martin Jones · 9 Elflon Williams · 10 Steve Humphreys · 11 Gerralt Jones · 12 Dyfed Parry · 14 Kevin Wallis · 15 Anthony Williams · 16 Stephen Hughes |
| Peter Vincenti | Allenatori | Osian Roberts |

## Campione
JERSEY
(Secondo titolo)

### Podio
| Oro    | Argento  | Bronzo         |
| Jersey | Anglesey | Isola di Wight |

### Classifica finale
| Pos | Paese          | Medaglia |
| --- | -------------- | -------- |
| 1   | Jersey         | Oro      |
| 2   | Anglesey       | Argento  |
| 3   | Isola di Wight | Bronzo   |
| 4   | Guernsey       |          |
| 5   | Isole Shetland |          |
| 6   | Gibilterra     |          |
| 7   | Frøya          |          |
| 8   | Hitra          |          |
| 9   | Groenlandia    |          |